# Taxus contorta
Espèce
Statut de conservation UICN

 EN  : En danger
Taxus contorta est une espèce de plantes de la famille des Taxacées.